# جيرينا (اليونان)
في رائعة هوميروس الإلياذة، يحصل نستور أحيانًا على لقب «جيرينيان»، وهو المصطلح الذي يحتمل أن يشير إلى المدينة اليونانية «جيرينا» أو «جيرينيا». ويعتقد أن جيرينا كانت مدينة قديمة في ميسينيا، في بيلوبونيز (جنوب اليونان)، حيث كانت توجد أيضًا بايلوس. وكان نستور هو ملك بايلوس.
ويشار إلى جيرينا أيضًا في العادة باسم محلي مشتق من نهر أو مدينية في إيليس، حيث كان من المفترض أن يربى نستور عند نفيه ذات مرة من بايلوس. وتقع ميسينا على حدود إيليس من جهة الشمال.